# Fred Peart, Baron Peart
Thomas Frederick Peart, Baron Peart PC (* 30. April 1914 in Durham, England; † 26. August 1988) war ein britischer Politiker der Labour Party.

## Biografie
Nach dem Schulbesuch studierte Peart an der University of Durham, schloss dieses Studium 1936 ab und war danach Lehrer. Während des Zweiten Weltkrieges diente er in der British Army und wurde zuletzt zum Captain der Royal Artillery befördert.
Nach dem Ende des Krieges begann er seine politische Laufbahn, als er als Kandidat der Labour Party bei den Unterhauswahlen am 5. Juli 1945 erstmals zum Abgeordneten in das Unterhaus (House of Commons) gewählt wurde und dort bis 1976 den Wahlkreis Workington vertrat.
Nach dem Wahlsieg der Labour Party bei den Unterhauswahlen 1964 wurde er von Premierminister Harold Wilson als Minister für Landwirtschaft, Fischerei und Ernährung in dessen Kabinett berufen. Nach einer Regierungsumbildung 1968 wurde er zunächst Lordsiegelbewahrer und dann von 1968 bis zum Ende von Wilsons erster Amtszeit 1970 Lord President of the Council. Zugleich war er von 1968 bis 1970 Führer der Mehrheitsfraktion der Labour Party im Unterhaus und damit Leader of the House of Commons.
Harold Wilson berief ihn nach dem Sieg von Labour bei den Unterhauswahlen vom 28. Februar 1974 abermals zum Minister für Landwirtschaft, Fischerei und Ernährung; Peart bekleidete dieses Amt bis 1976.
Nach seinem Ausscheiden aus dem Unterhaus wurde er am 23. September 1976 als Baron Peart, of Workington in the County of Cumbria, zum Life Peer erhoben und gehörte damit bis zu seinem Tod dem Oberhaus (House of Lords) an. Zwischen 1976 und 1979 war er im Kabinett von Wilsons Nachfolger James Callaghan abermals Lordsiegelbewahrer sowie zugleich als Leader of the House of Lords Führer der Mehrheitsfraktion im Oberhaus.